# La Route de la servitude
 (septembre 2023).
Les informations dans cet article sont mal organisées, redondantes, ou il existe des sections bien trop longues. Structurez-le ou soumettez des propositions en page de discussion.
Avec le temps, il arrive que le contenu présent dans un article devienne désordonné. Il est souvent nécessaire de réorganiser l'article de fond en comble.
- Il faut tout d’abord répartir le contenu de l'article en plusieurs sections. Les informations doivent ensuite être exposées clairement et le plus synthétiquement possible, regroupées par sujet afin d'éviter les doublons. Quelqu'un cherchant une information précise doit pouvoir la trouver rapidement en lisant la section appropriée.
- À l'intérieur de chaque section, le texte, souvent initialement sous la forme de phrases éparses, doit être regroupé dans des paragraphes de quelques lignes, en assurant un enchaînement logique et une cohérence entre les phrases.
- Lorsque l'article ou l'une de ses sections développe trop longuement un point qui n'est pas dans le cœur du sujet traité, il convient de faire une synthèse et de transférer l'ancien contenu dans des articles plus appropriés (en cas de transfert, il faut impérativement respecter la procédure Aide:Scission).

Si vous pensez que ces points ont été résolus, vous pouvez retirer ce bandeau et améliorer le plan d'un autre article.
La Route de la servitude (titre original : The Road to Serfdom) est un essai du philosophe et économiste Friedrich Hayek paru en 1944. Dans ce livre, Hayek soutient que l'interventionnisme de l'État a tendance à toujours empiéter davantage sur les libertés individuelles et qu'il peut progressivement conduire au totalitarisme, c'est-à-dire à la servitude des peuples. Cet ouvrage est devenu au fil des ans un classique de la pensée libérale contemporaine. Il a été traduit dans une vingtaine de langues. La première édition française date de 1945. À titre d'exemple, abrégé dans le Readers' Digest en 1945, le texte fut diffusé auprès de plus de 600 000 abonnés. 

## Contexte et influence
Né en Autriche-Hongrie, Friedrich Hayek, économiste reconnu, a choisi la nationalité britannique en 1938 après l'Anschluss. Il réside à Londres où il enseigne à la London School of Economics. Il commence à écrire ce livre au début des années 1940, alors que le monde est en pleine Seconde Guerre mondiale.
Au moment où il publie son ouvrage en 1944, il craint que les desseins économiques pour l’après-guerre d'une partie de l’élite du Royaume-Uni n'engendrent les mêmes situations que celles qui ont contribué à l’apparition des régimes fascistes ou totalitaires en Allemagne ou en URSS, et se propose d'en expliquer l'origine. Une partie importante de l'électorat des pays d'Europe penche alors en faveur du communisme.
Il cherche en effet à combattre les idées prônant un interventionnisme fort de l’État dans l’économie en cas de crise, idées défendues par son ami John Maynard Keynes, ainsi que les économistes dits « keynésiens » qui reprennent les idées de Keynes et recommandent une intervention étatique permanente dans l'activité économique. Keynes cependant se dira en accord avec la plupart des idées du texte de Hayek.
De plus, l’économiste britannique William Beveridge avait remis en 1942 un rapport au Parlement britannique intitulé Social Insurance and Allied Services, prônant la mise en place d'un État-providence (Welfare State) et d'un système « beveridgien » de sécurité sociale administrant l'assurance chômage, l'assurance maladie et un système obligatoire de retraite par répartition. Ce système sera effectivement mis en place au Royaume-Uni dans l'après-guerre après la victoire des travaillistes aux élections et durera jusque dans les années 1980.
Analysant les régimes totalitaires, le livre est essentiellement un avertissement contre la socialisation de l’économie qui selon Hayek pousse les citoyens sur la route de la servitude et conduit les démocraties occidentales à de graves dérives, jusqu'à la dictature d'une minorité sur le peuple. Le livre est un fervent plaidoyer en faveur des régimes libéraux. Bien qu'il n’empêche pas la domination des idées keynésiennes dans les années d'après-guerre et la mise en place d’économies interventionnistes et planifiées dans les pays occidentaux, le livre a une grande influence sur la pensée libérale et finit par contribuer à la « révolution libérale » des années 1980. En particulier, il a eu une grande influence sur les laboratoires d'idées libéraux-conservateurs et a inspiré le programme de Margaret Thatcher au Royaume-Uni et de Ronald Reagan aux États-Unis.

## Résumé par chapitres

### I. La route abandonnée
Les progrès de la civilisation sont dus à la libération de l’initiative individuelle. Depuis plusieurs décennies, l’Allemagne avec ses philosophes et ses hommes politiques, de Bismarck à Hitler, ont imposé un contre-modèle où cette initiative individuelle serait minorée pour développer l’effort collectif encadré.

### II. La grande utopie
C’est le socialisme, avec tous ses auteurs utopistes, qui a été le plus loin dans la conception de cette centralisation couplée à une collectivisation. Le terme de liberté, par essence individuelle, est repris mais dévoyé : la liberté « nouvelle » est la liberté du groupe, auquel l’individu ne doit pas faire obstacle. Il y a donc dans ces utopies collectivistes tous les germes du totalitarisme.

### III. Individualisme et collectivisme
C’est l’idée du « planisme » qui prend la forme actuelle de l’utopisme socialiste: celle d’un grand plan qui règlementerait en détail tous les aspects de la vie et de l’activité des travailleurs. Son danger vient de ce qu’il est difficile d’avoir un planisme sur certains aspects de l’économie ou de la société : rapidement le planisme devient une économie dirigée, c’est-à-dire un collectivisme et un centralisme intégraux.
Reprendre le slogan du XIXème et parler de laisser-faire pour désigner le libéralisme est réducteur, car un encadrement rationnel de la concurrence est nécessaire et admis. Mais cet encadrement se limite à la seule concurrence et laisse libre l’initiative individuelle.

### IV. Le planisme «inéluctable»
Les théoriciens du planisme enrobent leur théorie d’une image de modernité : selon la nécessité historique ou la dialectique marxiste, les systèmes devenant de plus en plus complexes, il est naturel que l’individu ne puisse les comprendre, et l’État doit prendre le relais.

### V. Planisme et démocratie
En fait, le planisme va règlementer tous les aspects de la vie et du travail de l’individu. Il ne s’agira pas de morale (car la morale ne peut être collective), mais d’une idéologie (l’adhésion au Plan) qui va s’insérer dans les moindres détails. Or si les moyens (les moyens d’actions du Plan) peuvent facilement faire l’objet d’un consensus des planificateurs, il n’en est pas de même des fins. Pour quoi mener la société dans telle direction ? Les réponses sont aussi diverses que les individus, en effet la question des fins est essentiellement morale : c’est une projection dans le futur de l’individu.
On pourrait imaginer qu’il y ait des votes de la population pour se prononcer sur les fins. Mais là encore, ce règne de la démocratie et des majorités à 51 % n’assureraient pas une caution morale au planisme. Seul l’individu peut s’assigner ses fins et être moral : la valeur essentielle est donc la liberté et non la démocratie.

### VI. Le planisme et la règle de la loi
Ainsi, « toute politique qui veut mettre en pratique l’idéal de la justice distributive doit mener droit à la destruction de la règle de la loi » (p. 63, ed. Puf, 2005). La règle de la loi est un cadre souple fixant des règles communes minimales et s’adaptant de manière empirique aux nouvelles situations. C’est tout le contraire d’un planisme qui légifère de manière abstraite et qui, in fine, contient des tendances totalitaires car partant du principe d’une absence de liberté individuelle. On voit cela par exemple chez H.G. Wells soumettant toutes les libertés des Droits de l’homme à un « mais » : celui de ne pas s’opposer au bien-être général.

### VII. Contrôle économique et totalitarisme
Il y a un lien étroit entre liberté économique et liberté politique. Si l’État commence à réglementer la production de produits, il réglementera également sa consommation. Partant, il réglementera les prix, puis les salaires. Il devra assigner à chaque individu une place précise dans l’appareil productif, réglementer ses besoins et le récompenser selon son utilité pour le système. Partant, les systèmes de contrôle se feront plus intensifs et concerneront tous les aspects de la vie et l’activité de l’individu. Cela aboutit donc au totalitarisme.

### VIII. Pour qui?
Avec l’idée d’égalité complète du collectivisme, est associée de manière erronée l’idée du service du plus grand nombre. En réalité, les lois neutres du marché (offre-demande ; libre fluctuation de la monnaie) étant suspendues, c’est l’État qui détermine ce qui est utile ou inutile et qui finalement va avantager un groupe ou une caste.

### IX. Sécurité et liberté
Le besoin de sécurité est mis en avant dans les régimes totalitaires. Cela aboutit rapidement à une militarisation de la société (l’Allemagne s’enorgueillissant, de la Prusse au nazisme, d’être un « État de fonctionnaires » (Beamtenstaat (de)) et une surveillance et une criminalisation du travail mal fait.
Dans les sociétés libérales, des tentatives de promouvoir la sécurité d’emploi (ou de salaires) aboutissent souvent à privilégier un groupe (ouvriers syndiqués par exemple) et à précariser les individus n’y appartenant pas.

### X. La sélection par en bas
La prise de pouvoir des régimes collectivistes révèle une grande méfiance envers le collectif : contre l’établissement de règles universelles, typiques de la démocratie libérale et révélatrices de la confiance dans un projet collectif où tout humain se retrouvent, ils préfèrent des lois qui particularisent (nation, classe, race) et prennent le pouvoir en s’appuyant sur un petit groupe de fanatiques (non intellectuels) dont la principale qualité, infra-morale, est celle d’obéissance. Cela hante notamment les théoriciens socialistes (Bernard Shaw, les Webb…).

### XI. La fin de la vérité
L’obéissance se fait envers un groupe et in fine envers un dirigeant. Ce dernier n’agit pas selon une morale prédéfinie, mais selon son bon plaisir. L’effort intellectuel des régimes collectivistes consiste à justifier par des théories pseudo-scientifiques – Blut und Boden par exemple - à la fausseté parfois assumée – les « nobles mensonges » de Platon ou les « mythes » de Sorel ; ainsi l’on va jusqu’à tenter de faire rentrer la science dans la doctrine officielle dans les tentatives de mathématiques soviétiques ou de mathématiques allemandes (nazies). De fait le mécanisme intellectuel qui consiste fondamentalement à penser un réel échappant aux théories existantes, se grippe rapidement dans ces régimes.

### XII. Les racines socialistes du nazisme
Plusieurs théoriciens socialistes fournissent une transition entre socialisme et nazisme :
- Werner Sombart : à la morale de commerçants individualistes des Anglais doit se substituer celle de héros. C’est ce combat qui se joue dans le 1er conflit mondial.
- Johann Plenge : l’Allemagne est l’exposant le plus sincère de la doctrine socialiste, c’est elle qui a inventé l’organisation à l’échelle de l’État, le règne des corps et de la Volksgemeinschaft. L’Angleterre représente les forces contre-révolutionnaires. C’est là aussi ce combat qui se joue dans le 1er conflit mondial.
- Paul Lentsch reprend des formulations similaires.
- Oswald Spengler, dans Prussianisme et socialisme (1920), fait de même l’éloge de l’État horloger et du Beamtenstaat.
- Ferdinant Fried organise dans les années 1920 une revue, Die Tat, concentrant les attaques contre l’ennemi commun : le libéralisme.

### XIII. Les totalitaires parmi nous
Dans la Grande-Bretagne contemporaine, des auteurs ont repris et diffusé ces thèses socialistes. Ainsi Edward Hallett Carr proclame que le laissez-faire est contre-productif et que la marche de l’histoire mène inéluctablement à un collectivisme socialisant sur le modèle allemand. Ou encore Conrad Hal Waddington.
« Outre les influences intellectuelles déjà analysées, l’impulsion à la tendance totalitariste est donnée surtout par les deux grands groupes d’intérêt qui sont le capital organisé et le travail organisé. La plus grande menace nous vient, me semble-t-il, que la politique de ces deux groupes puissants tend vers le même but » (p. 141). De même, la tendance au monopole de ces deux groupes est souvent rapidement doublée d’un monopole d'État, d’autant plus dangereux que ce dernier agit contre la concurrence (du privé ou des autres États, selon une tendance centralisatrice et protectionniste) mais aussi contre la critique de son monopole (tendance totalitaire).

### XIV. Conditions matérielles et fins idéales
Dans les conditions historiques de la Seconde Guerre mondiale et de la future reconstruction, de nombreuses pressions se font en Grande-Bretagne pour une régulation accrue du marché. L’idée est de faire un effort collectif quitte à s’appauvrir pour avoir des conditions de vie collectives plus dignes. Désireux de garder un contrôle rationnel sur son destin politique, le citoyen anglais « ne comprend pas qu’il faut, ou bien détruire cette société complexe, ou bien choisir entre la soumission impersonnelle et en apparence impersonnelles des lois du marché, et l’institution d’un pouvoir arbitraire » (p. 148).
Cette tendance à s’en remettre à la centralisation et au collectivisme est un idéalisme dangereux. Elle contrevient d’ailleurs aux qualités développées historiquement par le peuple britannique : « l’indépendance et la confiance en soi, l’initiative individuelle et le sens des responsabilités, la confiance justifiée dans les actes de la volonté libre, le respect du prochain et la tolérance envers les hommes aux mœurs étranges, enfin une saine méfiance du pouvoir et de l’autorité » (p. 154)

### XV. Les perspectives d’un ordre international
Au niveau international, il y a une tendance similaire à bâtir un super État mondial centralisateur avec, par exemple, l’idée d’une solidarité internationale par le nivellement du niveau de vie.
Cela est dangereux : « Nous n’allons par reconstruire une civilisation sur une grande échelle. Ce n’est pas par hasard qu’on trouve généralement plus de beauté et d’honneteté dans la vie des petites nations, et que chez les grandes on rencontre plus de bonheur et de contentement dans la mesure où elles ont su éviter le fléau mortel de la centralisation » (p.168).
La forme politique nouvelle et positive qui pourrait émerger serait donc plutôt de grandes fédérations régionales d’États dont l'Europe occidentale pourrait montrer l'exemple.

## Thèse du livre

### Collectivisme, planification et servitude
Le collectivisme, dont la forme historique dominante est le socialisme, a plusieurs objectifs initiaux. Pour certains il signifie égalité, justice sociale et permet une meilleure régulation et une stabilité accrue du système économique. Toutefois « la direction centralisée de toute l’activité économique conformément à un plan unique, exposant comment les ressources de la société doivent être consciemment dirigées pour atteindre d’une manière déterminée un but déterminé » risque en fin de compte de servir un groupe particulier, par exemple une élite raciale (en Allemagne) ou les seuls membres d’un parti politique (en URSS). La planification économique coïncide avec l’émergence du fascisme, du communisme, et nuit gravement aux libertés individuelles selon Hayek.
Sur le plan politique, la planification ne peut être mise en place par un parlement, mais doit être confiée à des experts économiques qui reçoivent alors un pouvoir quasi absolu. Ainsi seule une démocratie formelle subsiste sans être à même de contrôler l’arbitraire de ces experts chargés de la planification.
Dans la recherche des objectifs arbitrairement établis (qui diffèrent d’un régime planifié à l’autre : ceux du fascisme ne sont pas ceux du communisme), les gouvernements s’affranchissent de l’immuabilité des lois et les adaptent selon les circonstances. L’individu, s’il veut être capable de réaliser des projets, a besoin au contraire d’une relative stabilité législative afin d’être à même de faire des prévisions à long terme. Sa capacité d’initiative est donc restreinte. Dans une société collectiviste, l’État hiérarchise les priorités et les revendications des différentes tranches de citoyens et utilise le ressort de la loi pour les satisfaire et répondre aux problèmes économiques et sociaux selon les circonstances. Ainsi la loi devient un moyen au service d’une idéologie susceptible de menacer les libertés inaliénables, et de renoncer à l’égalité formelle devant la loi au nom d’un idéal arbitraire, telle la justice distributive dans les sociétés socialistes.
La planification de l’économie, en contrôlant la production et les prix, contrôle indirectement (voire directement) l’embauche, le salaire et la consommation. La vie des individus est alors soumise aux nécessités du plan, et ces derniers sont réduits au statut de « moyens », et non de finalités comme dans une société individualiste. La liberté privée est condamnée au profit d’idéaux abstraits qui ne sont pas forcément partagés par l’ensemble de la population : le « bien être social », le salut de la nation, l’égalité, la justice sociale, le destin de la race aryenne…
Afin de garantir la pérennité du système, il est donc nécessaire d’obtenir l'approbation des objectifs idéologiques des gouvernants par la population. Les États totalitaires mettent donc en place un système de propagande démagogique abusant des concepts qu’ils ont eux-mêmes dévoyés : la liberté, la vérité, l’équité…
Le système est de plus détourné de ses objectifs initiaux. Dans le système socialiste, on prend aux riches pour donner aux « pauvres ». Mais l’État se doit de « soupeser à chaque occasion les mérites des groupes et des individus », ainsi entrent en jeu les systèmes de pressions politiques visant à influencer les décisions de l’État en matière de distribution des richesses. C’est donc aux plus forts et aux membres du parti dominant que profite la distribution étatique des revenus. Ces gens à la tête de l’État risquent d’être les pires individus de la société, les hommes qui désormais protégés par le prétexte de la cause nationale sont libres d’user des moyens les plus injustes. Ce sont donc logiquement les « hommes sans scrupules » qui dirigent les régimes totalitaires.

### Éloge de la société libérale
Le libéralisme est une conséquence de l’héritage individualiste de la civilisation occidentale apparu avec les Temps modernes et dont il voit l'origine dans la Grèce antique. Cet individualisme est souvent à tort confondu avec l’égoïsme alors qu’il consiste à « respecter l’individu en tant que tel, reconnaître que ses opinions et ses goûts n’appartiennent qu’à lui ». Ainsi le recours à la coercition doit être le plus faible possible afin de respecter l’individu.
Si les progrès permis par le libéralisme sont très progressifs, ils sont réels. La société prend conscience de la liberté : la capacité individuelle d’influer sur son destin et son bonheur. C’est la libération de l’initiative individuelle qui entraîne le développement des idées, de la science et de l’économie.
Sur le plan économique, la complexité de l’industrie nécessite la concurrence et l’absence de centralisation. C’est le système des prix qui indique les besoins et les offres de produits. L’administration des prix empêche donc la circulation normale de cette information et la coordination optimale des agents économiques est ainsi compromise.
Quel rôle reste-t-il à l'État ? Pour Hayek, il est essentiel que les prix soient libres et les marchés soumis à la concurrence, ce qui n’exclut pas l’État comme acteur légitime de l’économie. Il reconnaît même que « rien, sans doute, n'a autant nui à la cause libérale que les libéraux qui insistent sur certaines règles, particulièrement le principe de laisser-faire ». L'État peut par exemple légitimement contrôler et règlementer certaines productions nuisibles (toxiques par exemple) ou encore limiter la durée du travail sans que cela ne menace la concurrence. La liberté qui lui est chère nécessite de « disposer d’un minimum vital pour sa subsistance, [de] se sentir à l’abri des privations physiques élémentaires ». Ainsi l’État peut aussi organiser un système d’assurances sociales et doit se soucier de la politique monétaire.
Hayek invite aussi à la création d’une autorité politique internationale afin de faire respecter les lois communes fondamentales.